# Батлер, Гизер
Те́ренс Майкл Джо́зеф Ба́тлер (англ. Terence Michael Joseph Butler; род. 17 июля 1949, Бирмингем), более известный по прозвищу Ги́зер Батлер (Geezer — «чудак») — британский рок-музыкант, бас-гитарист и автор текстов хэви-метал-группы Black Sabbath; также участник группы Heaven & Hell и сольной команды Оззи Осборна, лидер сольного проекта GZR. Занял 21-е место в списке 50 величайших басистов всех времён по версии редакции Rolling Stone.

## Карьера
Свою первую группу Rare Breed Батлер образовал вместе со своим школьным приятелем Оззи Осборном осенью 1967 года. Затем на некоторое время пути их разошлись, но позже вновь объединились в блюз-роковом квартете Polka Tulk, где играли гитарист Тони Айомми и ударник Билл Уорд. Они переименовали свой коллектив в Earth, но после нахождения в английской провинции группы с таким же названием в начале 1969 года приняли название Black Sabbath. До 1968 года Батлер играл, в основном, на ритм-гитаре, но Айомми недвусмысленно дал понять ему, что хотел бы остаться единственным гитаристом в составе, и тот переключился на бас-гитару.
Известно, что Гизер Батлер одним из первых среди бас-гитаристов стал использовать педаль Wah-wah (пример — вступление к N.I.B.). Позже этот метод переняли многие его последователи, к числу которых относил себя и Клифф Бёртон из Metallica. Батлер, кроме того, одним из первых перестроил свой бас (со стандартного EADG на более низкий C#F#BE), чтобы подстроиться под гитару Айомми. Некоторое время спустя де-тюнинг стал распространённым явлением среди басистов металлических групп.
В то время фронтменом группы был Оззи Осборн, но почти все песни группы написал Батлер, опираясь в большой степени на своё увлечение религией, научной фантастикой, фэнтези, ужасами и размышлениями о темной стороне человеческой природы, которая несла постоянную угрозу глобального уничтожения.
Во второй половине 1970-х годов популярность Black Sabbath пошла на убыль, хотя группа продолжала играть в начале 1980-х с экс-фронтменом Rainbow Ронни Джеймсом Дио, а затем с экс-фронтменом Deep Purple Иэном Гилланом. В середине 1984 года Батлер покинул группу, образовав собственную группу Geezer Butler Band. В 1988 году он присоединился к Оззи Осборну, чтобы принять участие в туре в поддержку альбома No Rest For The Wicked. Батлер снова присоединился к Black Sabbath в 1991 году, чтобы записать с участниками альбом Dehumanizer , но опять-таки покинул группу после концертного тура в поддержку альбома Cross Purposes в 1994 году.
В 1995 году Батлер присоединился к Осборну, чтобы записать альбом Ozzmosis. После записи Ozzmosis Батлер сформировал группу G / Z / R, чтобы выпустить альбом Plastic Planet в 1995 году. После первого сольного альбома последовал Black Science в 1997 году. Батлер вернулся в Black Sabbath ещё раз для издания Ozzfest в 1997 году, и с тех пор остался в группе. В 2005 году он выпустил Ohmwork, свой третий сольный альбом. В октябре 2006 года было объявлено, что Батлер вместе с Тони Айомми будут реформировать состав Black Sabbath эпохи альбома Dehumanizer с ударником Винни Апписи и Дио, под названием Heaven & Hell. Это было сделано, чтобы отличать составы группы с Оззи Осборном и Ронни Джеймсом Дио, соответственно.
В прошлом Батлер был известен использованием басов фирм Fender Precision и Vigier. В настоящее время играет на моделях бас-гитары фирмы Lakland, подписанных Джо Осборном и Бобом Глобом. Батлер использует усилитель Ampeg SVT-2PRO во время тура и SVT-810E 8x10 в студии. Согласно интервью 1995 года, Батлер применяет эффекты вау-вау, хорус и фланжер.

## Личная жизнь
Женат на Глории Батлер, которая была менеджером группы Heaven & Hell. У Батлера дома живут несколько кошек, фотографии которых были опубликованы на собственном сайте. В настоящее время он проживает в Лос-Анджелесе. Согласно автобиографии Оззи Осборна I Am Ozzy, Гизер «никогда не использует нецензурную брань». Батлер появлялся в рекламе PETA в качестве вегетарианца в 2009 году. Он не ест и не использует продукты животного происхождения любого рода. Кроме того, он заявил на своём сайте, что он пацифист.
Гизер является страстным поклонником футбольного клуба Астон Вилла. Его можно иногда увидеть во время игры его футбольной команды с другим членом Black Sabbath Тони Айомми. В 2006 году, когда Black Sabbath были введены в Зал славы рок-н-ролла, Батлер якобы сказал в микрофон «Вперёд Вилла!».
В январе 2015 года был арестован за пьяную драку в баре.

## Дискография
| Black Sabbath - Black Sabbath (1970) - Paranoid (1970) - Master of Reality (1971) - Black Sabbath Vol. 4 (1972) - Sabbath Bloody Sabbath (1973) - Sabotage (1975) - Technical Ecstasy (1976) - Never Say Die! (1978) - Heaven and Hell (1980) - Mob Rules (1981) - Born Again (1983) - Dehumanizer (1992) - Cross Purposes (1994) - 13 (2013) | Сольная карьера - 1995 — Plastic Planet (под именем «g//z/r») - 1997 — Black Science (под именем «geezer») - 2005 — Ohmwork (под именем «GZR») Ozzy Osbourne - 1990 — Just Say Ozzy - 1995 — Ozzmosis Heaven and Hell - 2007 — Live from Radio City Music Hall - 2009 — The Devil You Know - 2010 — Neon Nights: 30 Years of Heaven & Hell Сборники - 1989 — Stairway To Heaven/Highway To Hell (с Оззи Осборном) - 1994 — Nativity In Black (в составе Bullring Brummies) Другое - 2013 — Device («Out of Line») |